# Bonifacio I di Clavesana
Bonifacio I di Clavesana (prima del 1170 – attorno al 1204/1221) fu il primo marchese di Clavesana.

## Biografia
Le origini e la discendenza dei marchesi di Ceva e Clavesana non sono chiare e delineate a causa della rada e dispersa documentazione.
Il ramo aleramico di Ceva e di Clavesana ebbe come capostipite Bonifacio del Vasto. Erede delle terre aleramiche e arduiniche nel Piemonte meridionale e Liguria, egli presenta nel suo testamento del 1125 diversi figli, tra cui Anselmo, il cui nome è il quarto presentato: inizialmente i figli condivisero l'eredità paterna. Anselmo non risulta direttamente marchese di Ceva e Clavesana, come supposto dalla vecchia storiografia, ma si deduce l'affidamento di questi due territori dalle successive divisioni successori dei suoi due figli, Guglielmo, a cui andò Ceva, e Bonifacio, a cui andò Clavesana: questi risultano pertanto i primi marchesi di queste due località.
Menzionato per la prima volta nel 1170 come il fratello Guglielmo I di Ceva, risulta presente in diversi atti. Risulta ancora attivo nel 1204, anno in cui vende al comune di Genova il castello di Cervo per 325 lire, anche se lo studioso Romeo Pavoni ritiene che esso risulti ancora in vita attorno al 1221, anno di un lascito testamentario di 50 lire alla certosa di Casotto. In un atto del 1196, in cui sono presenti i due figli Bonifacio e Ottone, egli è denominato "marchese di Albenga", città sotto il suo dominio.

## Famiglia e figli
Bonifacio si sposò con una donna dal nome sconosciuto. Essi ebbero:
- Bonifacio II Tagliaferro, menzionato nell'atto soprannominato del 1196, anche se non con tale soprannome;
- Ottone, menzionato nell'atto soprannominato del 1196.
- Berta, che sposò Guglielmo VI di Monferrato.[senza fonte][3]

Secondo alcune genealogie, sulla base di una sentenza del 1256 riguardo al riconoscimento del castello di Ortovero nell'Albenganese ai fratelli e marchesi di Clavesana Emanuele e Francesco, esisterebbe un ulteriore Bonifacio, soprannominato De Gambis, figlio di Bonifacio I (soprannominato Vetulus), il quale sarebbe il vero padre di Bonifacio II e Ottone, anche se ciò è improbabile.